# Parada ponosa
Parada ponosa (angleško pride parade) je dogodek, ki obeležuje kulturo LGBT in je namenjen spodbuditvi njene samozavesti oz. ponosa. Odvija se v številnih državah po vsem svetu in je v večini držav najpomembnejši večji dogodek skupnosti LGBT. Običajno se odvija junija, v spomin na stonewallski upor, ki je bil nekakšen začetek sodobnega gibanja LGBT v svetu. Parade ponosa predstavljajo lezbično, gejevsko, biseksualno in transspolno kulturo. Imajo politični in aktivistični naboj, saj omogočajo vidnost oseb LGBT oseb v javnem prostoru in prispevajo k boju za njihovev pravice, še posebej v nestrpnih, homofobnih in transfobnih okoljih.

## Ime
Prve parade ponosa so se odvijale pod imenom »dan svobode« (Freedom Day) ali »dan gejevske osvoboditve« (Gay Liberation Day). Od leta 1980 jo pogosto imenujejo gejevska parada (Gay Parade) in parada ponosa (Pride Parade), najpogosteje pa se imenuje Pride (npr. Tel Aviv Pride, London Pride, Ljubljana Pride itd.). V nekaterih državah, kot na primer v Avstraliji, se parada odvija v času karnevalskih svečanosti in se imenuje mardi gras. V Nemčiji in Švici se parade ponosa imenujejo Christopher Street Day ali skrajšano CSD (slovensko dan Christopherjeve ulice), po ulici, kjer so izbruhnili stonewallski nemiri.  V Avstriji se imenuje parada mavričnih barv (nemško Regenbogenparade). Na Nizozemskem se imenuje rožnata sobota (nizozemsko Zaterdag). V Španiji in špansko govorečih državah, se imenuje orgullo (španska beseda za ponos), na Portugalskem in v Braziliji orgulho (portugalska beseda za ponos).
Za prvo parado ponosa lahko štejemo protest 28. junija leta 1969, ko se je ameriška skupina gejev in lezbijk v baru Stonewall Inn v New Yorku uprla racijam in nasilju policistov. Ta dogodek je pogosto naveden kot prvi primer vstaje članov skupnosti LGBT proti sistematičnemu preganjanju spolnih manjšin s strani vlade Združenih držav Amerike. Od takrat se parade ponosa prirejajo po vsem svetu kot nekakšen spomin na ta dogodek, pa tudi kot opozorilo na diskriminacijo ljudi z drugačno spolno usmerjenostjo ali spolno identiteto. Hkrati parade ponosa proslavljajo različnost in promovirajo strpnost.
Zaradi nezadovoljstva z vplivom »obletnice«  v boju za pravice LGBT  so jeseni leta 1969 Ellen Broidy, Linda Rhodes, Craig Rodwell in Fred Sargent na Vzhodni regionalni konferenci homofilnih organizacij (Eastern Regional Conference of Homophile Organizations, kratica ERCHO) predlagali Resolucijo o prvi paradi ponosa. Resolucija med drugim pojasnjuje razloge za organizacijo parade, kdaj naj bi se ta organizirala in pod kakšnim imenom (Christopher Street Liberation Day, dan osvoboditve Christopherove ulice). S sprejetjem resolucije je bil ustanovljen tudi organizacijski odbor (Christopher Street Liberation Day Umbrella Committee). Ta je odločil, da se bo prva parada ponosa odvila 28. junija 1970. Poleg dejstva, da je ta dan predstavljal obletnico začetka stonewallskega upora, so verjeli, da bo sodelovalo več ljudi, če bo parada potekala v nedeljo.
Prva parada ponosa v zgodovini se je začela z zbiranjem v Christopherovi ulici. Dovoljenje za parado je bilo izdano samo dve uri pred njenim začetkom. Pomembno vlogo pri organiziranju prve parade ponosa je imela Brenda Howard, ki je znana kot »mati parad«. Brenda slovi kot pacifistična in feministična aktivistka, ki je bila pobudnica različnih dogodkov v tednu pred parado ponosa. Skupaj z aktivistoma Stephenom Donaldsona in L. Craigom Schoonmakerjem je zaslužna za promocijo in popularizacijo besede pride (ponos).
Podobne parade so tistega leta potekale v San Franciscu, Los Angelesu in Čikagu. Naslednje leto je parada potekala v Bostonu, Dallasu, Milwaukeeju, San Joseu. Do leta 1972 so se parade odvile še v Atlanti, Buffalu, Detroitu, Washingtonuu, Miamiju in Filadelfiji.
Kmalu so parade ali druge proteste, ki so se pozneje preoblikovali v parade, začeli organizirati tudi v Evropi. V Parizu so leta 1971 ustanovili Homoseksualno fronto revolucionarne akcije (francosko Front Homosexuel d’Action Révolutionnaire). Člani omenjene organizacije so se istega leta
pridružili sindikalnemu sprevodu. V Londonu je bila leta 1970 ustanovljena britanska podružnica gejevskega osvobodilnega gibanja (Gay Liberation Front), prva parada ponosa pa je bila v Londonu organizirana leta 1972. Sledile so parade v Barceloni (leta 1977), Berlinu in Stockholmu (leta 1979). V Rimu je bila leta 2000 organizirana 1. svetovna parada ponosa pod geslom »Zaupamo v ponos« (In pride we trust), leta 2006 pa v Jeruzalemu 2. svetovna parada ponosa pod geslom »Ljubezen brez meja« (Love without borders).

## Simboli
Eden od najbolj prepoznavnih simbolov parad ponosa je mavrična zastava, ki jo je oblikoval Gilbert Baker za parado ponosa v San Franciscu leta 1978. Zastavo sestavlja šest barv (rdeča, oranžna, rumena, zelena, modra in vijoličasta), od katerih ima vsaka svoj pomen.

## Parada ponosa v Sloveniji
Prva parada ponosa v Sloveniji je bila organizirana leta 2001 kot odziv na nestrpno in žaljivo ravnanje osebja do Braneta Mozetiča in kanadskega pesnika Jeana-Paula Daousta pred lokalom Mestne galerije Ljubljana. Parada ponosa je nato postala tradicionalna prireditev. Prireja jo Društvo parada ponosa. 
Pregled dosedanjih parad ponosa:
- 2001: Obvoznica mimo nestrpnosti
- 2002: Država, veš svoj dolg?
- 2003: Mi drugačni, vi enakopravni
- 2004: Poroka bo!
- 2005: Registracija je diskriminacija
- 2006: Dovolj! Odvrzimo maske!
- 2007: Ponosno naprej!
- 2008: I feel Slovenia!
- 2009: Revolucija ljubezni
- 2010: Dovolj čakanja
- 2011: Še vedno čakamo!
- 2012: Naprej v srednji vek
- 2013: Svoboda in solidarnost sta istospolni par
- 2014: Ja, in?
- 2015: PRIDEm z družino
- 2016: Mi nismo nič od tega
- 2017: Odstiranje nevidnega
- 2018: Neizogibno prepleteni
- 2019: Presezimo kulturo sovraštva
- 2020: Še vedno čakamo
- 2021: Uprimo se zatiranju
- 2022: Čas je za mavrični glas
- 2023: Več skupnosti, en boj